# Нестерка
«Нестерка» — радянський кольоровий художній фільм-казка 1955 року, знятий режисером Олександром Зархі на кіностудії «Білорусьфільм».

## Сюжет
Найяскравішим і найулюбленішим героєм білоруського народного фольклору є Нестерка, який дурив панів і захищав бідняків. Цей фільм про веселі пригоди бідняка Нестерки (Борис Тенін), білоруського Ходжи Насреддіна, який володіє незнищенним оптимізмом, розумом і кмітливістю. Нестерка поневіряється по рідному краю, ніколи не сумує і завжди готовий прийти на допомогу бідному люду.

## У ролях
- Борис Тенін — Нестерка
- Євген Полосін — Матей
- Віра Полло — Мальвіна
- Лілія Дроздова — Настя
- Іван Савкін — Юрась
- Ераст Гарін — школяр Самохвальський
- Георгій Бударов — пан Барановський
- Гліб Глєбов — антиквар
- Володимир Дедюшко — перший шляхтич
- Олексій Барановський — другий шляхтич
- Петро Рєпнін — диспутант
- Василь Васильєв — скоморох
- Микола Блащук — скоморох
- Григорій Лойко — скоморох
- Павло Паньов — скоморох
- В. Кувшинов — скоморох
- Микола Яковченко — скоморох
- Ніна Заріпова — епізод
- Михайло Трояновський — епізод
- Григорій Долгов — епізод
- Костянтин Санников — епізод
- Андрій Мірошниченко — епізод
- Геннадій Іванченко — епізод
- Хаким Заріпов — епізод
- Холіда Заріпова — епізод
- Фахрітдін Шарифбаєв — епізод
- Дмитро Капка — селянин
- Софія Карамаш — епізод
- Марія Бєлинська — епізод
- Іван Бондар — епізод
- Микола Половодов — епізод
- Вергілій Ренін — диспутант

## Знімальна група
- Режисер — Олександр Зархі
- Сценарист — Віталій Вольський
- Оператор — Юлій Фогельман
- Композитор — Дмитро Лукас
- Художник — Давид Виницький